# جبهة ثوار الرقة
كان لواء ثوار الرقة جماعة متمردة تنشط خلال الحرب الأهلية السورية. تم تشكيلها في محافظة الرقة في سبتمبر 2012. يريد لواء ثوار الرقة أن تصبح سوريا دولة مدنية ديمقراطية غير مجزأة.

## روابط خارجية
- {{الموقع الرسميhttp://www.frontofraqqarevolutionaries.com{{